# Zero Tolerance (jeu vidéo)
Pour les articles homonymes, voir Zero Tolerance.
Zero Tolerance est un jeu vidéo de tir à la première personne sorti en 1994 sur Mega Drive. Le jeu a été développé par Technopop et édité par Accolade.
Il est possible de jouer à deux en reliant deux consoles (chacune étant dotée de son propre écran et de sa propre cartouche) via le deuxième port manette de la Mega Drive et grâce à un câble dédié que l'on pouvait commander gratuitement auprès d'Accolade en renvoyant un bulletin. Ce câble peut aisément être fabriqué maison de nos jours (https://www.sega-16.com/2009/12/sega-gear-zero-tolerance-link-cable/)
Une suite, Zero Tolerance 2: Beyond Zero Tolerance, a été réalisée mais jamais commercialisée.